# Ángela Vallvey

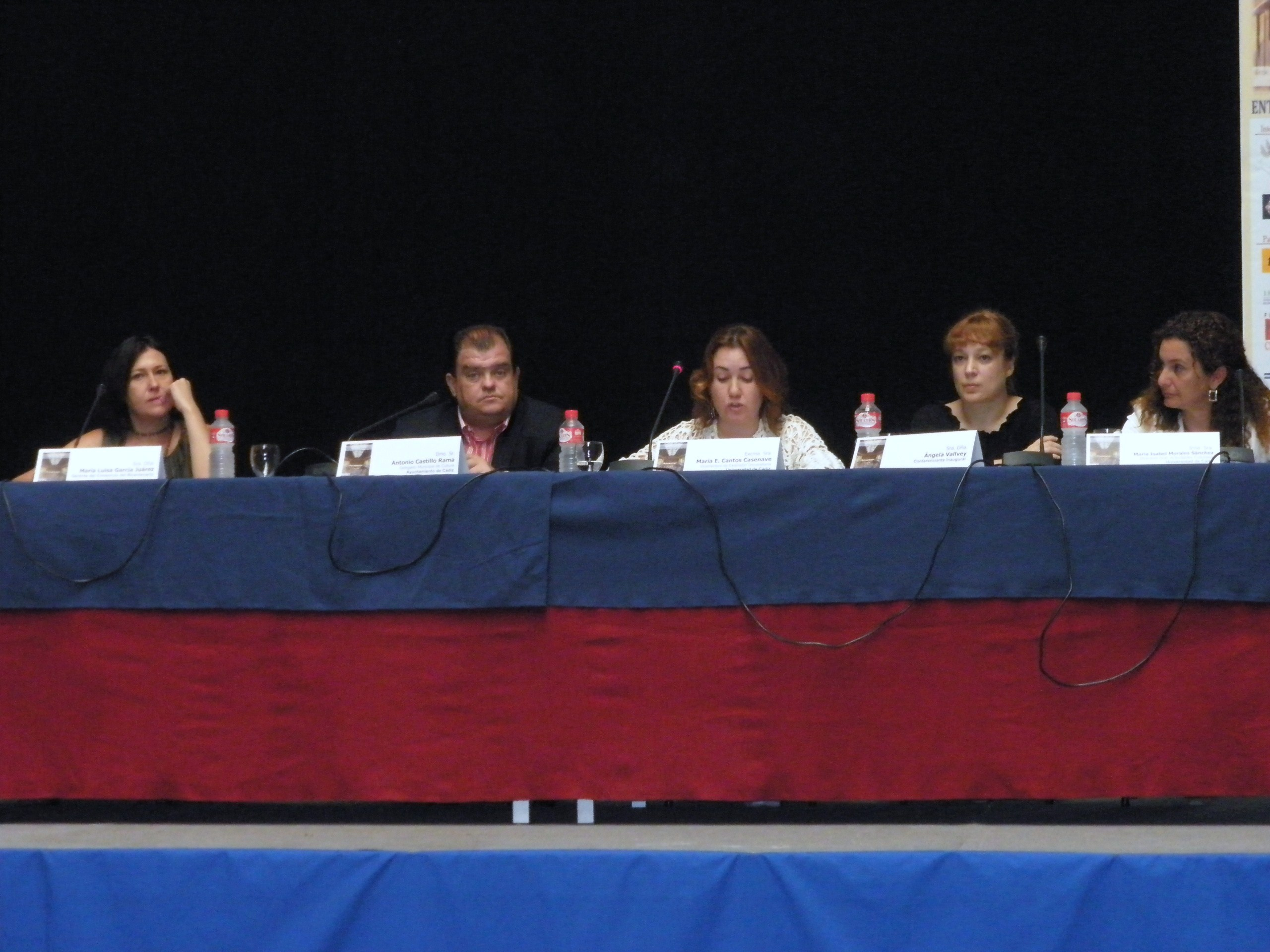
Ángela Vallvey en la inauguración de los Cursos de Verano 2009 de la Universidad de Cádiz.

Ángela Vallvey Arévalo Sánchez (San Lorenzo de Calatrava, Ciudad Real, 1964) es una escritora y periodista española, ganadora del Premio Nadal en 2002 y finalista del Premio Planeta en 2008.

## Biografía
Licenciada en Historia Contemporánea por la Universidad de Granada, y doctora en Derecho por la Universidad de Gerona, cursó también estudios de Filosofía y Antropología. Vivió en diferentes ciudades españolas, además de Francia y Suiza.
Su carrera comenzó como escritora publicando novela juvenil, escribiendo también poesía desde su más temprana edad.
Su obra se ha traducido a más de veinte idiomas y editado por prestigiosas editoriales.
Sus libros recogen su preocupación por problemas de actualidad como la alimentación, el acoso escolar y las enfermedades raras, así como su convencimiento de la posibilidad de llegar a la felicidad a través de los libros y la lectura. Ha expresado también sus inquietudes por la recesión económica, la Primavera Árabe y el amor como redención.
Es colaboradora habitual de diarios españoles, latinoamericanos e italianos, trabajo que le fue reconocido con el Premio Julio Camba de Periodismo. Fue la primera mujer en recibir dicho galardón, por el artículo «La soledad» publicado en La Razón. En 2007 publicó en el mismo diario su hipótesis sobre la superioridad moral de la izquierda, idea que ha tenido una gran influencia en el panorama político e ideológico español, sirviendo de inspiración a otros muchos periodistas y autores.[cita requerida]
En México, la revista Día Siete (n.º 385, p. 72) le publicó un artículo de opinión titulado «Mutilar a la mujer», en el cual denuncia la ablación genital que sufren aún las mujeres en algunos lugares del mundo.
Rafael Azcona escribió un guion sobre A la caza del último hombre salvaje que no llegó a ser rodado.
Ha sido galardonada en todas las disciplinas, siendo ganadora de premios como el Jaén y el Barcarola de poesía o el Nadal de novela, y finalista del Planeta de novela y el Troa para Libros con Valores.

## Obra
Narrativa infantil y juvenil
- Kippel y la mirada electrónica (SM, 1995).
- Vida sentimental de Bugs Bunny (SM, 1997).
- Donde todos somos John Wayne (SM, 2002).
- Cuentos clásicos feministas (Arzalia, 2018).
- El norte azul (Almuzara, 2022).

Poesía
- El tamaño del universo (Hiperión, 1998), Premio Jaén de Poesía.
- Extraños en el paraíso (Biblioteca Nueva, 2001).
- Nacida en cautividad (Algaida, 2006), Premio Ateneo de Sevilla de Poesía.
- La velocidad del mundo (Fundación José Manuel Lara, 2012).
- Epidemia de fuego (Nausicaa, 2017), Premio Barcarola de Poesía 2016.

Narrativa
- A la caza del último hombre salvaje (Salamandra, 1999).
- Vías de extinción (Emecé, 2000).
- Los estados carenciales (Destino, 2002), Premio Nadal.
- No lo llames amor (Destino, 2004).
- La ciudad del diablo (Destino, 2005).
- Todas las muñecas son carnívoras (Destino, 2006).
- Muerte entre poetas (Destino, 2008), finalista del Premio Planeta.
- El hombre del corazón negro (Destino, 2011).
- Y entonces sucedió algo maravilloso (Destino, 2013). Escrita con el seudónimo Sonia Laredo.
- Mientras los demás bailan (Destino, 2014).
- Tarta de almendras con amor (Suma de Letras, 2017), finalista del Premio Troa para Libros con Valores.
- El alma de las bestias (Ediciones B, 2021).
- Cuentos para dormir más y mejor para adultos de todas las edades (Arzalia, 2024).

Ensayo
- El viaje de una hoja de lechuga (Imagine Ediciones, 2007), Premio Literario Llanes Viajes.
- El arte de amar la vida (Kailas, 2015).
- Amantes poderosas de la historia (La Esfera de los Libros, 2016).
- Breve historia de las españolas (Arzalia, 2019).
- Ateísmo ideológico (Arzalia, 2021).

## Premios y reconocimientos
- Medalla de Oro de Castilla-La Mancha 2022.[4]
- Exaltadora de las Fiestas de la Vendimia y el Vino de Valdepeñas 2021.[5][6]
- Premio de Cultura de la Comunidad de Madrid 2018.[7]
- Finalista del Premio Troa para Libros con Valores 2017 por Tarta de almendras con amor.[8]
- Premio Barcarola de Poesía 2016 por Epidemia de fuego.[9]
- Premio Julio Camba de Periodismo 2010.
- Finalista del Premio Planeta 2008 por Muerte entre poetas.
- Premio Literario Llanes Viajes 2007 por El viaje de una hoja de lechuga.[10]
- Premio Ateneo de Sevilla de Poesía 2006 por Nacida en cautividad.
- Premio de Comunicación Cadena SER Ciudad Real 2005.
- Premio Nadal de Novela 2002 por Los estados carenciales.
- Premio Jaén de Poesía 1998 por El tamaño del universo.